# Ленгефельд, Шарлотта фон
Шарлотта Луиза Антуанетта фон Ленгефельд (нем. Charlotte Luise Antoinette von Lengefeld; 22 ноября 1766, Рудольштадт — 9 июля 1826, Бонн) — супруга Фридриха Шиллера. Сестра Шарлотты Каролина фон Вольцоген прославилась как писательница, написав роман «Агнесса фон Лилиен» и биографию Шиллера.

## Биография
Родилась в Рудольштадте, Шварцбург-Рудольштадт, в аристократической семье её родителями были мастер-лесовод и пионер лесной науки Карл Кристоф фон Ленгефельд (1715—1775) и его жена Луиза фон Ленгефельд (урождённая фон Вурмб; 1743—1823), её мать была придворной дамой князей Шварцбурга-Рудольштадта и происходила из дворянской семьи Вурмб и была сестрой ботаника Фридриха фон Вурмба (1742—1781), она получила образование, соответствующее жизни в германском княжестве Веймар.
В 1787 году Шарлотта фон Ленгефельд познакомилась в Рудольштадте с Фридрихом Шиллером и обручилась с ним два года спустя в декабре 1789 года. По настоянию матери Шарлотты, Шарлотта и Фридрих поженились 22 февраля 1790 года в церкви Шиллеркирхе в Йене лишь после того, как Фридрих стал получать достаточное жалование.
У Шиллеров родилось четверо детей:
- Карл Людвиг Фридрих Шиллер (1793—1857) — впоследствии фрайхерр, похоронен в Штутгарте;
- Эрнст Фридрих Вильгельм Шиллер (1796—1841);
- Каролина Луиза Фридерика Шиллер (1799—1850) — в замужестве Жюно (Junot), похоронена в Вюрцбурге;
- Эмилия Генриетта Луиза Шиллер (1804—1872) — в замужестве Глейхен-Руссвурм (1804—1872).

Тесная дружба связывала Шарлотту фон Ленгефельд с её крестной Шарлоттой фон Штейн, возлюбленной Иоганна Вольфганга фон Гёте.
Осенью 1825 года Шарлотта фон Ленгефельд отправилась к своему сыну Эрнсту в Бонне для проведения операции по удалению катаракты, а 9 июля 1826 года она умерла от удара и была похоронена на Старом кладбище Бонна.
Шарлотта фон Ленгефельд вошла в историю как отличная домохозяйка и мать, но скучный и неинтересный человек. Однако её переписка с Шиллером показывает глубину её мышления. В письмах к Гёте, с которым Шарлотта также дружила, Шиллер упоминает о художественной одарённости своей супруги.

## Работы
Хотя Ленгефельд никогда не публиковалась при жизни, она была писательницей всю свою жизнь. Ее письма к мужу, сестре, Штейн, Гёте и другим были опубликованы в нескольких изданиях. Она также была идентифицирована как автор нескольких работ, найденных среди бумаг ее мужа и посмертно включенных в сборник изданий наряду с его работой, в частности роман «Тайный брак» («Die heimliche Ehe»). Критик, Габи Пейлер, написала первую научную книгу о её жизни и творчестве, опубликованную в 2009 году.